# Акація білувата
Файдербія (Faidherbia) — рід бобових рослин, що містить один вид, Файдербію білувату Faidherbia albida, який раніше широко входив до роду акацій під назвою Acacia albida. Вид є рідним для Африки та Близького Сходу, а також був завезений в Пакистані та Індії.

## Назва
Англійською її називають акація яблучних кілець (оскільки її стручки нагадують сушку яблука), та зимова колючка. Південноафриканська назва — дерево ана.
Цей вид давно відомий як Acacia albida. Гіне (1969) у Подучеррі вперше запропонував відділити його в рід Faidherbia, рід, який описав в минулому столітті Огюст Шевальє.

## Опис
Це колюче дерево, яке росте 6-30 м заввишки з стовбуром 2 м завширшки. Акація білувата — найвище дерево саван з товстим стовбуром (2,5 м в обхваті). Його глибоко проникаючий стрижневий корінь робить його дуже стійким до посухи. Кора сіра і тріскається, коли стара.
Має дивну здатність скидати листя в дощовий сезон і зеленіти у сухий. Деякі дослідники пояснюють це тим, що рослина вимоглива до сонця, тому в сухий сезон, коли на небі немає хмар, вона отримує багато світла.

## Поширення
В Африці трапляється на всій східній половині континенту від південного узбережжя Мапуталенду до Єгипту, по всьому Субсахарському Сахелю і Африканському Рогу. У Північній Африці, крім Єгипту, він також зустрічається в Алжирі, не зростає у Марокко, але є в Західній Сахарі.
В Азії він є рідним для Ємену та Саудівської Аравії на Аравійському півострові, в Ірані та у Леванті в Ізраїлі, Сирії та Лівані.
Інтродуковані популяції зустрічаються на Кіпрі та острові Вознесіння, а також у Пакистані та Карнатаці (Індія).
У тропічній Східній Африці трапляється поодиноко, але часто може бути домінуючим видом у сухих лісових масивах.

## Використання
Faidherbia albida важлива в Сахелі для бджіл, оскільки її квіти забезпечують корм для бджіл в кінці сезону дощів, коли більшість інших місцевих рослин цього не роблять.
Оскільки рослина розпускає листки в сухий сезон, вона дає корм для місцевих тварин. Без неї великі сухі території ставали б непридатними для життя протягом цього часу.
Її листки поїдають слони та бабуїни, часто їх заготовлюють на корм худобі.
Faidherbia albida має симбіоз з бактеріями Bradyrhizobium, які поширені в тропічних грунтах і здатні фіксувати азот. Разом з тим, що вона дає тінь у сухий сезон, її використовують у сільському господарстві, наприклад для затінення кавових плантацій.

## Галерея

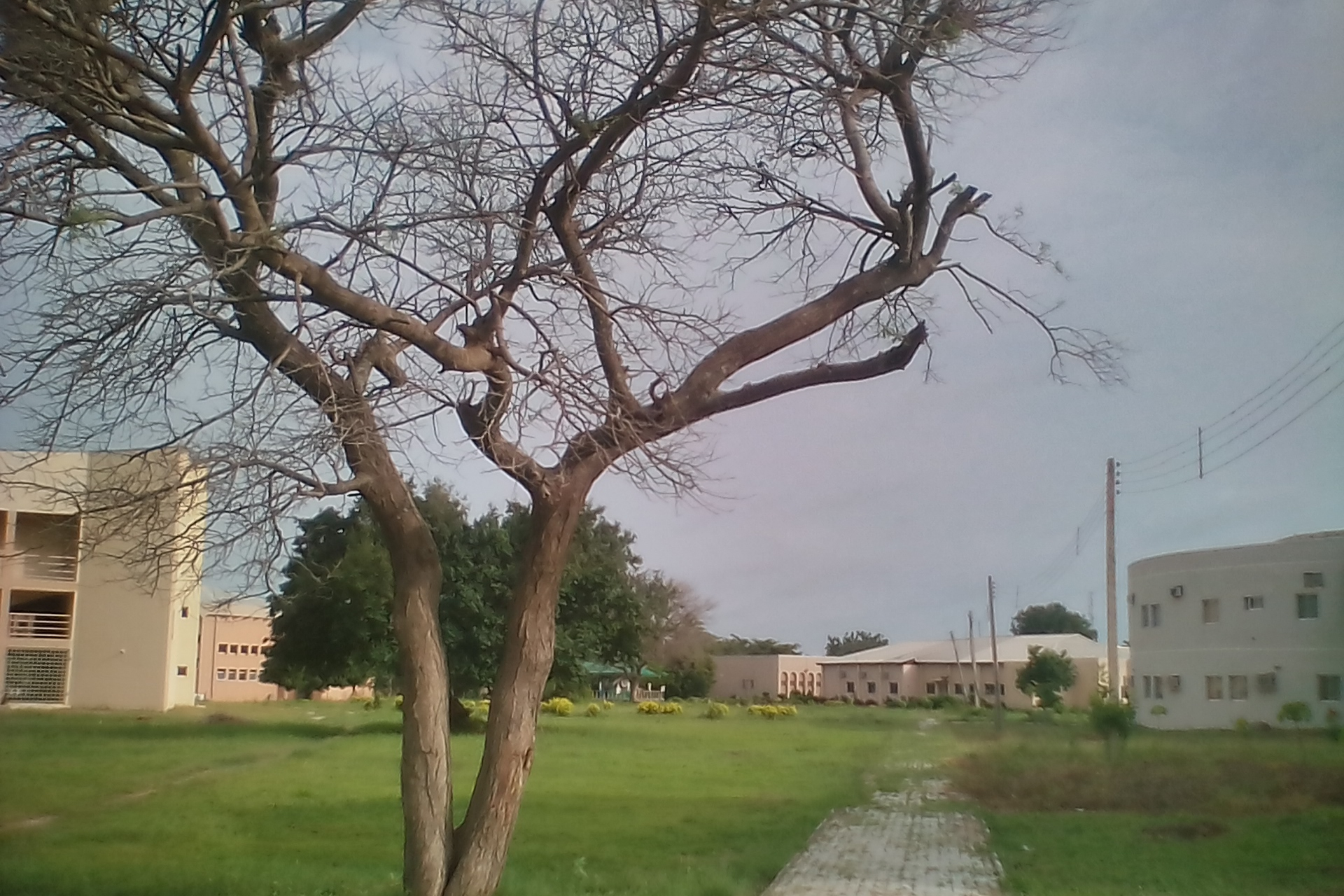
Gawo (Акація білувата), Нігерія.
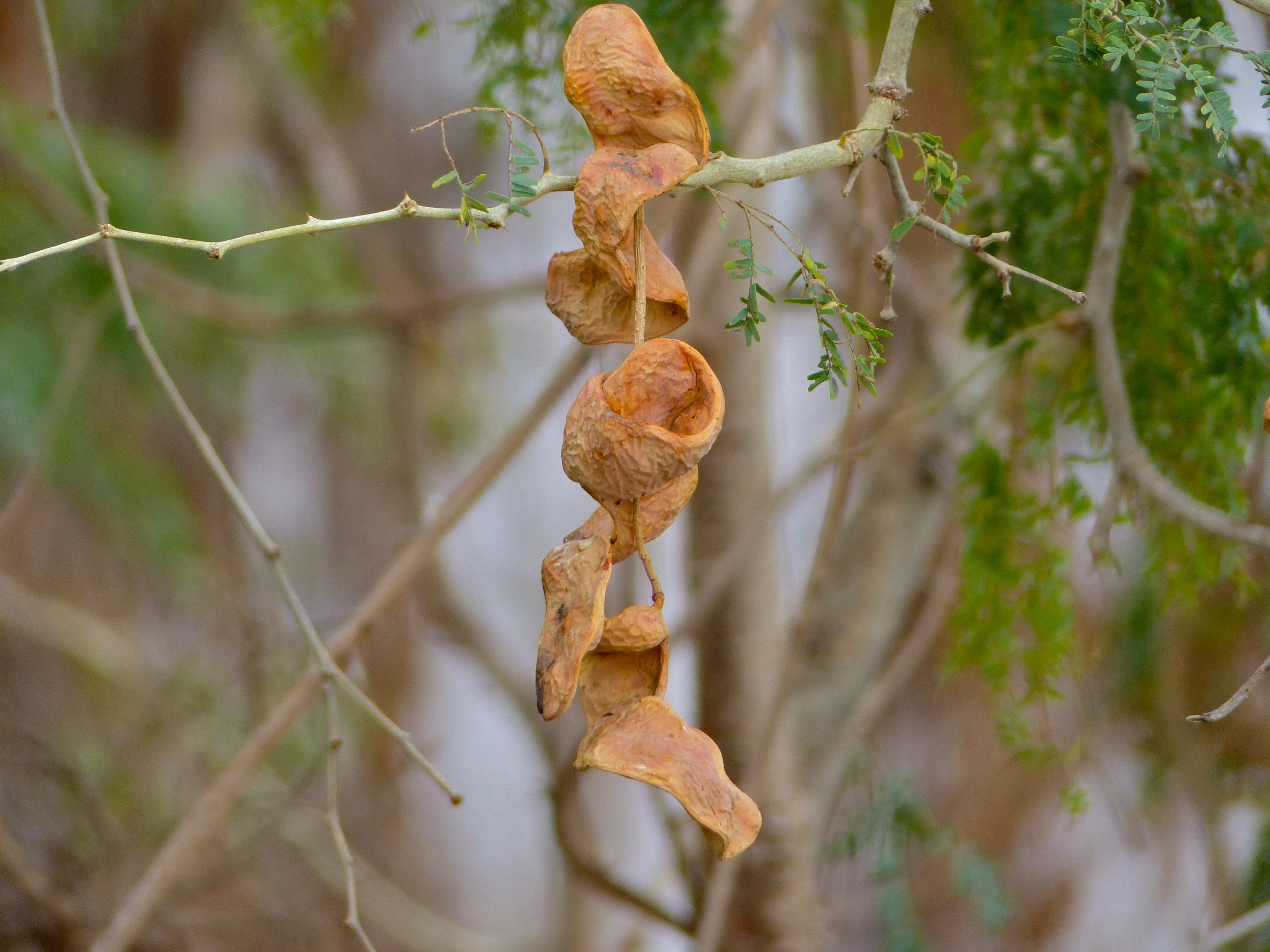
Стручки
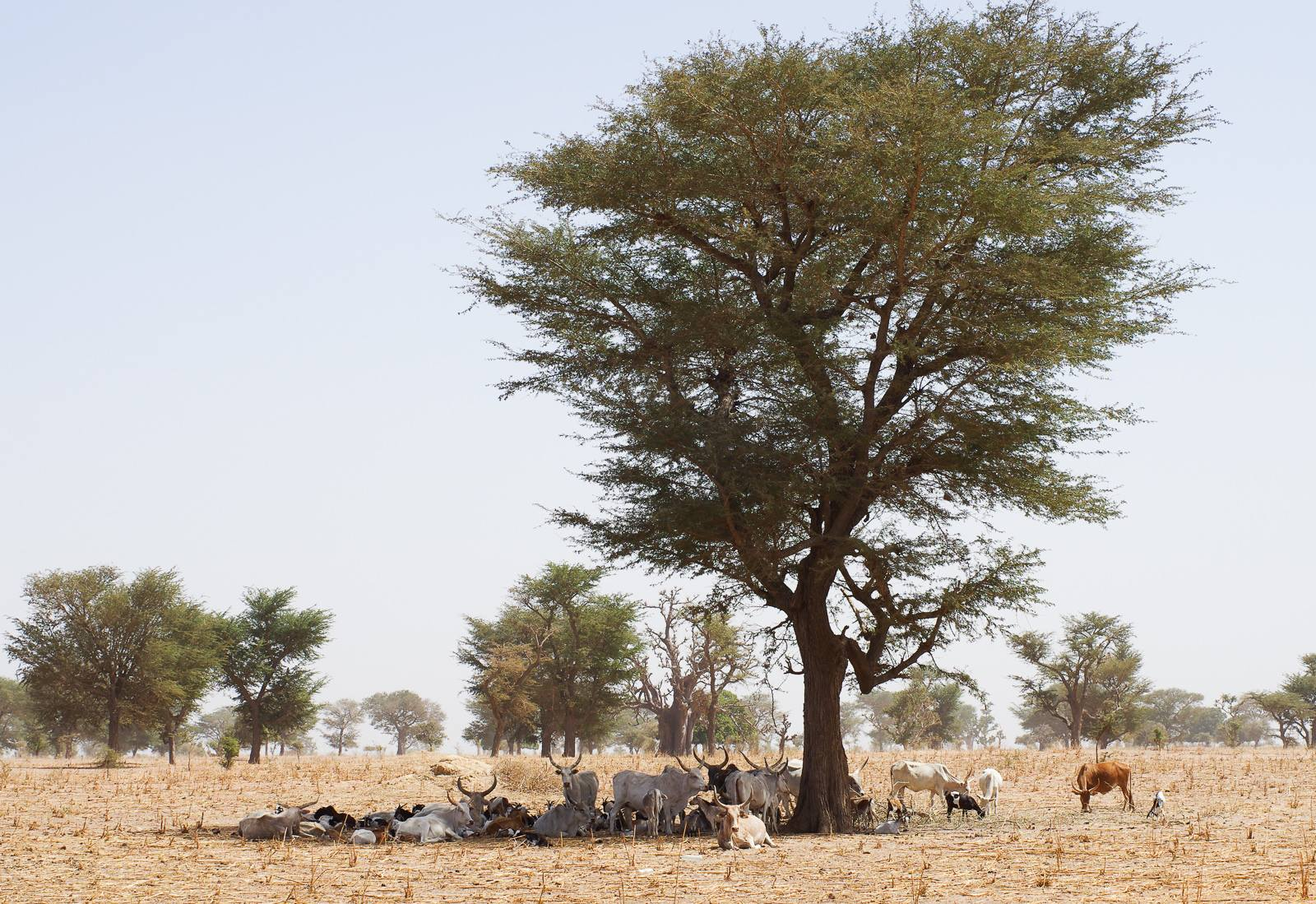
Загальний вигляд
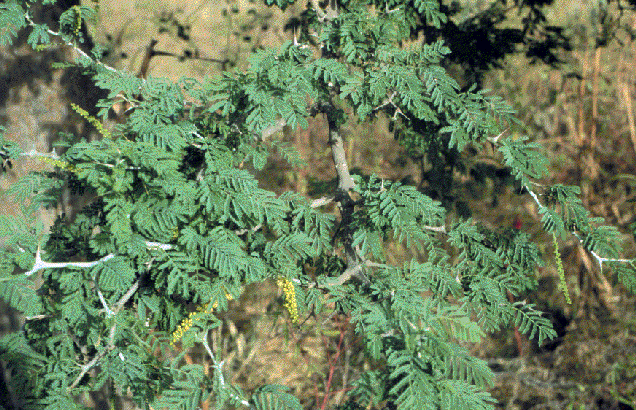
Листя
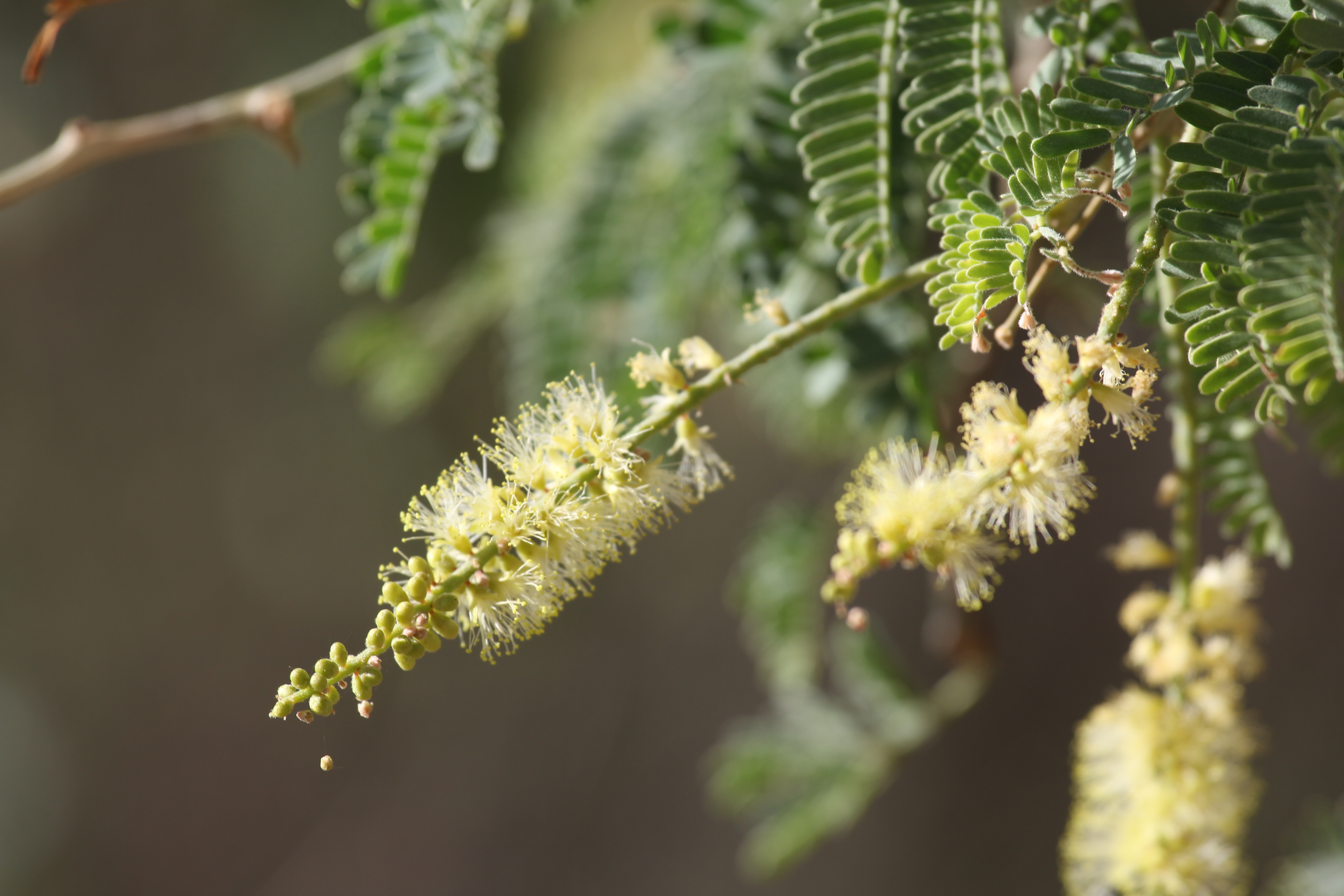
Квіти Faidherbia albida